# The Road to Guantánamo
The Road to Guantanamo is een Britse docudrama van Michael Winterbottom uit 2006.

## Rolverdeling
| Acteur         | Personage                        |
| -------------- | -------------------------------- |
| Farhad Harun   | Ruhel                            |
| Arfan Usman    | Asif Iqbal                       |
| Riz Ahmed      | Shafiq                           |
| Jason Salkey   | Military Interrogator Sheberghan |
| Waqar Siddiqui | Monir                            |
| Mark Holden    | Kandahar Interrogator #2         |
| Jacob Gaffney  | Kandahar Interregator #1         |
| Shahid Iqbal   | Zahid                            |
| Sher Khan      | Sher Khan                        |
| Adam James     | Chris Mackay                     |